# Skælskør Nor
Skælskør Nor eller Noret er et 270 hektar stort nor der ligger nord for byen Skælskør i Slagelse Kommune på sydvestsjælland. Det er en del af vildtreservatet Skælskør Fjord og Nor. Den del af reservatet der omfatter Skælskør Nor,  blev oprettet i 1942.
Noret er endvidere en del af Natura 2000-område nr. 162 Skælskør Fjord og havet og kysten mellem Agersø og Glænø og er både ramsar-, fuglebeskyttelses- og habitatområde.

## Eksterne kilder og henvisninger
- Folder om vildreservatet Arkiveret 26. oktober 2016 hos  Wayback Machine
- Naturplan for Natura 2000-området (Webside ikke længere tilgængelig)

- Bekendtgørelse om Skælskør Vildtreservat

55°16′1.23″N 11°17′42.3″Ø / 55.2670083°N 11.295083°Ø